# Tamasek nyelv
A tamasek a tuaregek nyelve. Dél-Algériában, Nigerben, Maliban és Mauritániában kb. egy millió ember beszéli. Van egy saját írása, a tifinagh. A 20. század kezdetén megpróbálták a latin írást használni, de nem sikerült elterjeszteni. 1966-ban egységesítették és szabályozták a helyesírását.
A tamasek az afroázsiai nyelvcsaládhoz, azon belül a berber nyelvek közé tartozik.